# Edison Bilbao
Edison David Bilbao Zárate (Santiago, Chile; 3 de junio de 1987) es un futbolista chileno que se desempeña como mediocampista y actualmente juega en Santiago Morning, que compite en la Primera B de Chile.

## Clubes
| Club               | País           | Año       |
| ------------------ | -------------- | --------- |
| New Jersey Ironmen | Estados Unidos | 2007-2008 |
| Murça SC           | Portugal       | 2008-2009 |
| Mondinense FC      | Portugal       | 2009      |
| C.D.C. Montalegre  | Portugal       | 2010      |
| U.D. Leiria        | Portugal       | 2011      |
| AD Ramonense       | Costa Rica     | 2011-2012 |
| Qormi FC           | Malta          | 2012-2013 |
| Cosmos             | Estados Unidos | 2013-2014 |
| Balzan FC          | Malta          | 2014-2015 |
| Birkirkara FC      | Malta          | 2015-2016 |
| Għajnsielem        | Malta          | 2016-2017 |
| Mosta              | Malta          | 2017      |
| Gżira United       | Malta          | 2018-2019 |
| Santiago Morning   | Chile          | 2019      |
| Gudja United       | Malta          | 2020      |
| Tarxien Rainbows   | Malta          | 2021      |

## Palmarés

### Campeonatos nacionales
| Título | Club            | País           | Año  |
| ------ | --------------- | -------------- | ---- |
| NASL   | New York Cosmos | Estados Unidos | 2013 |